# Джиммі Кіммел наживо!
«Джиммі Кіммел наживо!» (англ. Jimmy Kimmel Live!) — американське вечірнє токшоу (англ. late-night talk show) автора та ведучого Джиммі Кіммела, яке виробляють компанії Kimmelot і ABC Signature та яке транслюється на каналі ABC.
Прем'єра відбулася 26 січня 2003 року в Голлівудському масонському храмі в Голлівуді, штат Каліфорнія, як частина програми телеканалу ABC для Super Bowl XXXVII. Шоу утримує звання найдовшого вечірнього токшоу в мережі, утричі випереджаючи «Шоу Діка Каветта» (1969—1975) та «Політично некоректний» (1997—2002).

## Опис
Протягом перших 10 років шоу виходило в ефір опівночі або о 00:05 ранку, а від 8 серпня 2013 року початок перенесений на 23:35 за східним часом, як прямий конкурент «Вечірнього шоу з Джеєм Лено» та «Пізнього шоу з Девідом Леттерманом».
Після завершення шоу Джея Лено (2014 рік), Девіда Леттермана (2015), Джона Стюарта (2015) та Конана О'Браєна (2021), Кіммел став другим за тривалістю перебування на телевізійному каналі після Білла Мара.
Незважаючи на назву, «Джиммі Кіммел наживо!» з 2004 року не виходить в прямому ефірі, а знімається за кілька годин до початку трансляції, за винятком рідкісних спеціальних випусків, наприклад про церемонію вручення «Оскара» або висвітлення баскетбольних змагань, але із затримкою в кілька секунд. Причиною переходу на трансляцію в запису стала лайка в прямому ефірі актора Томаса Джейна.
20 вересня 2022 року ABC оголосила, що Кіммел підписав трирічний контракт як ведучий та виконавчий продюсер шоу.